# Sądy szczególne
Treść tego artykułu od 2021-04 należy opracować w taki sposób, aby nie uwypuklała nadmiernie polskiej specyfiki / aby nie zawężała się tylko do polskich warunków
 Po wyeliminowaniu niedoskonałości należy usunąć szablon [[Szablon:Dopracować|]] z tego artykułu.
Sądy szczególne – sądy, które rozpatrują sprawy z różnych przyczyn wyjęte spod rozpoznania przez sądy powszechne.
Po wejściu w życie Konstytucji RP z 1997 r. sądami szczególnymi są:
- sądy administracyjne
- sądy wojskowe.